# Катастрофа A310 под Междуреченском
Катастрофа A310 под Междуреченском — крупная авиационная катастрофа, произошедшая в среду 23 марта 1994 года. Авиалайнер Airbus A310-308 авиакомпании «Аэрофлот» выполнял плановый международный рейс SU593 по маршруту Москва — Гонконг, но через 4 часа 19 минут после взлёта рухнул в лес около Междуреченска (Кемеровская область) и полностью разрушился. Погибли все находившиеся на его борту 75 человек — 63 пассажира и 12 членов экипажа.
Главной причиной катастрофы было признано присутствие посторонних лиц в кабине экипажа, управлявших самолётом.

## Сведения о рейсе 593

### Самолёт
Airbus A310-308 (регистрационный номер F-OGQS, серийный 596) был выпущен в 1991 году (первый полёт совершил 11 сентября под тестовым б/н F-WWCS). 11 декабря 1992 года был передан авиакомпании «Аэрофлот», в которой получил бортовой номер F-OGQS и имя Glinka, но эксплуатировался её дочерней государственной авиакомпанией «Российские авиационные линии (РАЛ)». Оснащён двумя двухконтурными турбовентиляторными двигателями General Electric CF6-80C2A2. Последнее техобслуживание прошёл 23 февраля 1994 года, никаких неполадок обнаружено не было. На день катастрофы 2-летний авиалайнер совершил 846 циклов «взлёт-посадка» и налетал 5375 часов.

### Экипаж и пассажиры
Самолётом управлял опытный экипаж, состав которого был таким:
- Командир воздушного судна (КВС) — 40-летний Андрей Викторович Данилов[5]. Родился в 1954 году. Опытный пилот, проработал в авиакомпании «Аэрофлот» 1 год и 4 месяца (с ноября 1992 года). Управлял самолётом Ту-134. В должности командира Airbus A310 — с ноября 1992 года. Налетал 9675 часов, свыше 950 из них на Airbus A310 (895 из них в качестве КВС)[6].
- Второй пилот — 33-летний Игорь Владимирович Пискарёв[5]. Родился в 1961 году. Опытный пилот, проработал в авиакомпании «Аэрофлот» 5 месяцев (с октября 1993 года). В качестве КВС управлял самолётом Ту-134. В должности второго пилота Airbus A310 — с октября 1993 года (первоначально был командиром экипажа). Налетал 5885 часов, свыше 440 из них на Airbus A310[7].
- Сменный (резервный) КВС — 39-летний Ярослав Владимирович Кудринский[5]. Родился в 1955 году. Опытный пилот, проработал в авиакомпании «Аэрофлот» 1 год и 4 месяца (с ноября 1992 года). Управлял самолётами Як-40, Ан-12 и Ил-76. В должности командира Airbus A310 — с ноября 1992 года. Налетал свыше 8940 часов, 907 из них на Airbus A310 (735 из них в качестве КВС)[8].

В салоне самолёта работали 9 бортпроводников:
- Светлана Дащинская — старший бортпроводник,
- Надежда Кольцова,
- Алла Мелаева,
- Марианна Коваль,
- Наталья Богатырёва,
- Артём Шмелёв,
- Сергей Чернышов,
- Сергей Кожевников,
- Игорь Артемьев.

| Гражданство          | Пассажиры | Экипаж | Всего |
| -------------------- | --------- | ------ | ----- |
| Россия               | 40        | 12     | 52    |
| Китай                | 6         | 0      | 6     |
| Гонконг              | 6         | 0      | 6     |
| Китайская Республика | 5         | 0      | 5     |
| Великобритания       | 4         | 0      | 4     |
| Индия                | 1         | 0      | 1     |
| США                  | 1         | 0      | 1     |
| Всего                | 63        | 12     | 75    |

На борту находились 63 пассажира (23 из них были гражданами других стран). Среди пассажиров на борту самолёта находились Герой Социалистического Труда и генеральный директор ПО «Химволокно» Дмитрий Мельников и кинорежиссёр Игорь Алейников.
Всего на борту самолёта находились 75 человек — 12 членов экипажа и 63 пассажира.

## Хронология событий

### Предшествующие обстоятельства
В 20:39 KRAT (13:39 UTC) рейс SU593 вылетел из аэропорта Шереметьево и взял курс на Гонконг. В 21:39 KRAT самолёт занял эшелон FL330 (10 100 метров). В 00:26 сменный КВС Кудринский позвал в кабину пилотов двух своих детей — дочь Яну и сына Эльдара. Когда самолёт пролетал в районе Новокузнецка, Кудринский в нарушение устава позволил сначала дочери, а затем сыну сесть в кресло командира авиалайнера; это обстоятельство было проигнорировано вторым пилотом и основным командиром Даниловым (он в этот момент находился в пассажирском салоне). Кроме того, в кабине пилотов находился друг семьи Кудринского Владимир Макаров, также пилот «Аэрофлота», летевший тем же рейсом в качестве пассажира (также на борту находилась его дочь Инесса).

### Катастрофа
Прежде чем позволить детям занять командирское кресло, Кудринский включил автопилот. Сначала за штурвал (в 00:43) села дочь командира — 13-летняя Яна. Она не пыталась предпринимать никаких действий по управлению самолётом. После неё (в 00:51) за штурвал сел сын командира — 15-летний Эльдар. Подросток также держался за штурвал, слегка покачивая его из стороны в сторону, что не могло привести к отключению автопилота «пересиливанием». Однако в конце концов Эльдар приложил к штурвалу усилие в течение 30 секунд, что привело к частичному отключению автопилота, который перестал подавать команды на элероны, что, в свою очередь, вызвало неуправляемый крен самолёта вправо (до этого данная особенность автопилота Airbus A310 была неизвестна экипажу). В 00:55 сработала световая сигнализация, сообщающая об отключении режима автопилота, однако экипаж этого не заметил, так как конструктивной особенностью Airbus A310 является отсутствие звуковой сигнализации отключения (хотя на записи речевого самописца звук сигнала отключения автопилота слышен на протяжении последних 2 минут перед падением самолёта).
Первым крен самолёта заметил Эльдар и сообщил об этом, однако КВС и второй пилот несколько секунд не могли понять причину нештатного поведения самолёта. Поскольку путевая линия на экране сменилась на круг, второй пилот предположил, что самолёт вошёл в «зону ожидания», то есть описывает круг большого диаметра — рисунок полёта, применяемый во время ожидания разрешения на посадку.
Самолёт кренился вправо со скоростью около 1,5° в секунду и вскоре правый крен достиг 45°, что выше допустимого предела. Это вызвало значительные положительные перегрузки (4,8 единицы). Когда пилоты заметили, что автопилот отключён, они попытались вновь занять свои места.
Вопреки инструкциям, второй пилот в отсутствие КВС отодвинул своё кресло до упора назад, что долго не позволяло ему занять рабочее положение из-за возникших перегрузок. Командир из-за сильных перегрузок и большого угла крена долго не мог попасть в своё кресло.
Положение сильно осложнялось тем, что в левом кресле по-прежнему находился единственный человек, имевший физическую возможность управлять самолётом — 15-летний сын командира, получавший и пытавшийся выполнять разнообразные, непоследовательные и противоречивые команды отца, второго пилота и Макарова. По данным расшифровки речевого самописца, попытки Эльдара исправить положение сильно затруднялись незнанием пилотского лексикона — в качестве примера приводилась команда Держи штурвал!, которую мальчик принял за команду удерживать штурвал в крайнем правом положении, в то время как пилоты имели в виду команду на выравнивание самолёта.
В 00:56 крен достиг уже 90° и лайнер начал терять высоту. С целью не допустить дальнейшего снижения автопилот (был выключен только автомат крена) увеличил угол тангажа до такой степени, что самолёт стал быстро терять скорость и перешёл в сваливание. Второй пилот полностью отключил автомат и сумел вывести самолёт из сваливания путём опускания носа. Перегрузка уменьшилась, и командир наконец сумел вытащить сына из своего кресла и занять рабочее место. Пилоты вывели самолёт в нормальный режим полёта, но не смогли вовремя распознать своё пространственное местоположение. В 00:57:59 KRAT (17:57:59 UTC), пролетая над сопкой на крайне малой высоте, рейс SU593 зацепился за верхушки деревьев и врезался в лес неподалёку от посёлка Малый Майзас примерно в 20 километрах юго-восточнее Междуреченска. Лайнер полностью разрушился и частично сгорел от наземного пожара.
Все находившиеся на борту лайнера 63 пассажира и 12 членов экипажа погибли.
Катастрофа произошла ночью, в простых метеоусловиях, в предгорьях Кузнецкого Алатау на северо-восточном склоне сопки высотой 600 метров, поросшей смешанным лесом и покрытой снегом глубиной до 1,5 метра. Лайнер врезался в склон сопки на высоте 400 метров с убранными шасси, закрылками и предкрылками, с работающими двигателями и большой вертикальной скоростью.

### Поисково-спасательные работы
Офицер колонии-поселения ГУИН в посёлке Малый Майзас увидел вспышку над тайгой и в начале 02:00 ночи доложил руководству о случившемся по телефону. Добраться до места падения, расположенного в 1,5 километрах от дороги, сотрудники колонии вместе с бригадой скорой и милиционерами смогли на лыжах только после 06:00 утра. Заместитель начальника колонии Вячеслав Титов, прибывший вместе с ними, позднее рассказал, что один из пассажиров (молодой мужчина), по его мнению, некоторое время был жив после падения самолёта, но умер до прибытия помощи.
Авиалайнер упал в труднодоступной местности (лес и болото), а среднесуточная температура достигала −20 °C. Авиатопливо вылилось из баков и впиталось в снег, образовав корку, в которую вмёрзли обломки самолёта, а сверху всё было завалено упавшими деревьями. Спасатели «Центроспаса» совместно с Барнаульской поисково-спасательной службой проводили работы на месте катастрофы в течение 4 дней. Руководил работами командир 493-го отдельного механизированного полка гражданской обороны Павел Попов, впоследствии ставший заместителем главы МЧС, а затем заместителем министра обороны РФ.
Останки пассажиров и обломки самолёта оказались разбросанными в радиусе 2 километров. Позже найденные части самолёта перевезли в ангар авиационного предприятия аэропорта Новокузнецка, где их крепили к каркасу согласно форме самолёта.
По словам очевидца, журналиста Василия Горбунова, прилетевшего вместе со спасателями, на месте катастрофы ощущался сильный запах керосина: «Почти всё, что осталось от людей, сильно вдавлено в снег. Повсюду разбросаны баночки с пивом, сумки, шмотки, доллары». На месте катастрофы были обнаружены драгоценности, несколько тысяч долларов, золотые украшения. Во время поисковой операции пришлось задействовать войска и новокузнецкий ОМОН для предотвращения мародёрства.

## Расследование
Расследование причин катастрофы рейса SU593 проводил Межгосударственный авиационный комитет (МАК) при участии представителей авиакомпании «Аэрофлот» и компании Airbus.
В частности, расследование осуществляла Правительственная комиссия под председательством министра транспорта Виталия Ефимова, назначенная постановлением правительства РФ от 23 марта 1994 года.
Оба бортовых самописца, найденные на месте катастрофы, обгорели и деформировались, но информация на них сохранилась. Их расшифровывали во Франции в присутствии экспертов МАК.

### Расшифровка переговоров
Используемые сокращения
| Сокращение | Расшифровка                                                 |
| ---------- | ----------------------------------------------------------- |
| КВС        | Командир воздушного судна — Ярослав Владимирович Кудринский |
| 2П         | Второй пилот — Игорь Владимирович Пискарёв                  |
| ЯК         | Яна Кудринская — дочь командира экипажа                     |
| ЭК         | Эльдар Кудринский — сын командира экипажа                   |
| ВМ         | Владимир Макаров — пилот-пассажир                           |
| нрзб       | Неразборчивая речь                                          |

Расшифровка переговоров
| Время (KRAT) |     |                                                                                |
| ------------ | --- | ------------------------------------------------------------------------------ |
| 00:43:30     | КВС | Иди садись сейчас сюда, на моё кресло, хочешь?                                 |
| 00:43:31     |     | КВС покидает кресло пилота                                                     |
| 00:43:34     |     | Яна садится в кресло КВС                                                       |
| 00:44:10     | ЯК  | Пап, подними меня.                                                             |
|              | 2П  | Новокузнецк, Аэрофлот 593-й, проходим вашу точку на эшелоне 10 100.            |
| 00:47:06     | КВС | Ну что, Яна, будешь поднимать?                                                 |
|              | ЯК  | Нет!                                                                           |
|              | КВС | На кнопки не нажимай. Вот эту красную не трогай!                               |
|              | ЯК  | Пап, а это можно крутить?                                                      |
|              | КВС | Новокузнецк слева видишь?                                                      |
|              | ЯК  | Мы так низко летим?                                                            |
|              | КВС | 10 100 метров.                                                                 |
|              | ЯК  | Это много, да?                                                                 |
|              | КВС | Много.                                                                         |
|              |     | Яна пытается покинуть кресло КВС                                               |
|              | КВС | Подожди, не торопись.                                                          |
|              | ЯК  | Я и так осторожно.                                                             |
| 00:51:12     |     | Яна покидает кресло КВС                                                        |
| 00:51:47     | ВМ  | Снимается лётчик.                                                              |
| 00:51:55     |     | Эльдар сел в кресло КВС                                                        |
| 00:52:46     | ЭК  | Снимаешь?                                                                      |
| 00:52:48     | ВМ  | Снимаю.                                                                        |
|              | ЭК  | Это крутить можно?                                                             |
| 00:54:25     | КВС | Да! Если крутить влево, куда самолёт пойдёт?                                   |
|              | ЭК  | Влево.                                                                         |
|              | КВС | Поворачивай! Влево крути!                                                      |
| 00:54:35     | КВС | Так, смотри за землёй, куда будешь крутить. Поехали влево, влево крути!        |
|              | ЭК  | Здорово.                                                                       |
| 00:54:37     | КВС | Пошёл, да?                                                                     |
| 00:54:39     |     | Эльдар повернул штурвал влево на 3-4°.                                         |
| 00:54:40     | КВС | Влево идёт самолёт?                                                            |
| 00:54:41     | ЭК  | Идёт.                                                                          |
| 00:54:42     | КВС | Не видно, да?                                                                  |
|              | ЭК  | (нрзб)                                                                         |
| 00:54:50     | КВС | Сейчас вправо пойдёт.                                                          |
| 00:54:53     | ВМ  | Ты ему авиагоризонт нормально поставь.                                         |
| 00:55:05     |     | Самолёт начинает крениться вправо.                                             |
| 00:55:12     | КВС | Что ты, Яна, хочешь?                                                           |
|              | ЯК  | (нрзб)                                                                         |
| 00:55:15     | КВС | Зачем?                                                                         |
|              | ЯК  | (нрзб)                                                                         |
| 00:55:18     | КВС | В первом классе вы будете только спать.                                        |
| 00:55:27     | КВС | Не бегай там, а то нас с работы выгонят.                                       |
| 00:55:28     |     | Крен самолёта вправо увеличивается, ни КВС, ни второй пилот этого не заметили. |
| 00:55:36     | ЭК  | А чего он поворачивается?                                                      |
| 00:55:38     | КВС | Сам поворачивается?                                                            |
| 00:55:40     | ЭК  | Да.                                                                            |
| 00:55:41     | КВС | А почему он поворачивается?                                                    |
| 00:55:42     | ЭК  | Не знаю.                                                                       |
| 00:55:44     | КВС | Курс не собьёшь?                                                               |
| 00:55:45     | ВМ  | Он всё-таки зону крутит, ребята.                                               |
| 00:55:46     | 2П  | Мы в зону пошли, ожидания.                                                     |
| 00:55:48     | КВС | Да?                                                                            |
| 00:55:49     | 2П  | Конечно.                                                                       |
| 00:55:50     | ВМ  | Ребя-я-та-а-а!                                                                 |
| 00:55:52     | КВС | Держи! Держи штурвал, держи!                                                   |
| 00:55:55     | 2П  | Скорость!                                                                      |
| 00:55:56     | 2П  | В обратную сторону.                                                            |
| 00:55:58     | 2П  | В обратную.                                                                    |
| 00:55:59     | 2П  | Обратно!                                                                       |
|              | КВС | Влево крути! Влево! Вправо! Влево!                                             |
| 00:56:06     | ЭК  | Вправо?                                                                        |
| 00:56:08     | 2П  | Ты не видишь, что ли?                                                          |
| 00:56:11     |     | Звук отключения автопилота (звучит до конца записи)                            |
| 00:56:14     | 2П  | Вправо крути.                                                                  |
| 00:56:17     | 2П  | Вправо!                                                                        |
| 00:56:18     | 2П  | Да влево! Земля вот!                                                           |
| 00:56:24     | КВС | Эльдар, выходи!                                                                |
| 00:56:26     | КВС | Выползай назад.                                                                |
| 00:56:28     | КВС | Выползай назад, Эльдар.                                                        |
| 00:56:30     | КВС | Ты видишь (нрзб) нет?                                                          |
| 00:56:34     | 2П  | РУДы на малый!                                                                 |
| 00:56:38     | КВС | Выходи!                                                                        |
| 00:56:41     | КВС | Выходи (нрзб)                                                                  |
| 00:56:43     | КВС | Выходи.                                                                        |
| 00:56:44     | КВС | Выходи.                                                                        |
| 00:56:47     | КВС | (нрзб)                                                                         |
| 00:56:49     | КВС | Выходи.                                                                        |
| 00:56:52     | КВС | Выходи, говорю.                                                                |
| 00:56:54     | 2П  | Полный газ! Полный газ! Полный газ!                                            |
| 00:56:55     |     | Эльдар покидает кресло КВС                                                     |
| 00:56:56     | КВС | Дал газ!                                                                       |
| 00:56:57     | 2П  | Полный газ!                                                                    |
| 00:56:58     | КВС | Дал!                                                                           |
| 00:57:00     | 2П  | Полный газ.                                                                    |
| 00:57:05     | КВС | Я дал газ, дал.                                                                |
| 00:57:08     | КВС | Какая скорость?                                                                |
| 00:57:09     | 2П  | Я не смотрел прибор!                                                           |
| 00:57:13     | КВС | Так.                                                                           |
| 00:57:17     | КВС | Так.                                                                           |
| 00:57:23     | КВС | Газ полный!                                                                    |
| 00:57:25     | 2П  | Скорость большая очень!                                                        |
| 00:57:27     | КВС | Большая, да?                                                                   |
| 00:57:28     | 2П  | Большая, конечно!                                                              |
| 00:57:29     | КВС | Я включил…                                                                     |
| 00:57:30     | 2П  | Так, всё, выходим, выходим.                                                    |
| 00:57:32     | 2П  | Вправо! Вправо ножку!                                                          |
| 00:57:35     | 2П  | Большая скорость.                                                              |
| 00:57:36     | 2П  | Убери газы!                                                                    |
| 00:57:37     | КВС | Прибрал!                                                                       |
| 00:57:42     | 2П  | Потихо-о-о-нечку!                                                              |
| 00:57:47     | 2П  | Бл…ь, опять!                                                                   |
| 00:57:48     | КВС | Вправо не крути.                                                               |
| 00:57:50     | КВС | Скорость добавил…                                                              |
| 00:57:53     | КВС | Сейчас выйдем! Всё нормально!                                                  |
| 00:57:55     | КВС | Потихоньку на себя.                                                            |
| 00:57:56     | КВС | Потихоньку.                                                                    |
| 00:57:57     | КВС | Потихоньку, блин!                                                              |
| 00:57:59     |     | Звук удара, короткий треск                                                     |
| 00:58:01     |     | Конец записи                                                                   |

### Первоначальные версии, домыслы и слухи
До публикации расшифровки бортовых самописцев первые версии причин катастрофы были экзотическими, вплоть до столкновения с НЛО. Предположения эти строились на том, что авиалайнер летел на высоте 10 100 метров, чётко выдерживал все заданные параметры полёта, никаких аварийных сигналов экипаж не подавал, информации об отказе каких-либо приборов не поступало, самолётом управлял опытный экипаж.
Эти версии базировались как на слухах, так и на заявлениях официальных лиц. 23 марта 1994 года замначальника отдела воздушного транспорта Министерства транспорта РФ Юрий Кореневский сообщил, что резкое падение самолёта могло быть вызвано только мгновенной разгерметизацией салона, произошедшей в результате взрыва на борту или столкновения с посторонним предметом. Таким предметом, по его мнению, мог быть, например, шар-зонд, запущенный метеорологами (в такой ситуации мгновенная декомпрессия способна полностью парализовать действия экипажа). Но заместитель министра по чрезвычайным ситуациям РФ Юрий Воробьев в тот же день заявил, что не исключает вероятности теракта или иной чрезвычайной ситуации, послужившей причиной катастрофы.
4 апреля 1994 года генеральный директор авиакомпании «Российские авиалинии» (РАЛ) Валерий Эксузиан высказал предположение, что катастрофа авиалайнера произошла по не зависевшим от экипажа причинам, а расшифровка переговоров экипажа свидетельствует о том, что на борту сложилась «нестандартная ситуация»: «самолёт начал делать не предусмотренные программой автопилота эволюции без постороннего вмешательства. Судя по возгласам, эти эволюции удивили пилотов. В программу навигационного комплекса неожиданный уход самолёта влево введён не был». Также он сообщил, что химический анализ проб тканей внутренних органов и мозга членов экипажа и пассажиров показал, что один пилот и 3 или 4 пассажира подверглись воздействию угарного газа. Эскузиан осудил действия французского телеканала «TF1», заявившего со ссылкой на некоего «анонимного свидетеля» о том, что за несколько минут до катастрофы в кабине пилотов вообще никого не было. Глава авиакомпании расценил это выступление как «грубую фальсификацию».
3 июня 1994 года председатель комиссии по безопасности полётов НТЦ Межгосударственного авиационного комитета (МАК) Рудольф Теймуразов, входивший в состав государственной комиссии по расследованию причин катастрофы, заявил, что гибель рейса SU593 произошла не из-за сбоя техники, а из-за неправильных действий экипажа, не соблюдавших особенности эксплуатации Airbus A310.
16 ноября 1994 года, ещё до опубликования официальных результатов расследования, впервые была озвучена версия, ставшая окончательной. Заместитель начальника НТЦ МАК Виктор Трусов сообщил, что трагедия произошла, когда в кабине пилотов находились дочь и сын командира экипажа, чьи действия, а также нескоординированная реакция на них пилотов, привели к катастрофе.
Заместитель председателя МАК Владимир Кофман несколько лет спустя признался:

Случай беспрецедентный. У нас тогда, как говорится, не хватало ни совести, ни смелости заявить, что самолёт погубил ребёнок. Но запись на речевом самописце и дальнейшее расследование, которое длилось целый год, показали, что другие варианты исключены. После этого случая журналисты хором заговорили о «вине пилота», «человеческом факторе» в вопросах аварийности и прочем. А мы задумались о другом — о роли второго пилота. Ведь детей за штурвал сажали и раньше. По сути, ничего страшного нет, если пацан сидит в пилотском кресле, пока лайнером управляет автопилот. Вопрос в другом: а что делал напарник — «технический резерв» счастливого отца, пока тот занимался сыном? Вместо того чтобы следить за приборами и в случае чего быстро взять управление на себя, он отошёл в угол кабины снимать Эльдара на видеокамеру. И пропустил тот момент, когда мальчик перевёл аэробус на ручное управление и не заметил глубокого крена, в который ушёл самолёт. Когда пилоты спохватились, было уже поздно…

### Окончательный отчёт расследования
22 марта 1995 года МАК опубликовал окончательный акт по результатам расследования. На основании анализа результатов всех выполненных исследований и работ МАК пришёл к следующему заключению:

Катастрофа самолёта Airbus A310 произошла в результате выхода его на режим сваливания с переходом в штопор и столкновения с землёй вследствие сочетания следующих факторов:
1. Разрешения резервного КВС занять своё рабочее место и вмешиваться в управление самолётом постороннему лицу (своему сыну), не имеющему на то права и соответствующей квалификации.
2. Выполнения не предусмотренных планом полёта и полётной ситуацией демонстрационных манёвров с использованием автопилота КВС, не находящимся на своём рабочем месте.
3. Приложения посторонним лицом и вторым пилотом усилий к штурвалам, препятствующих нормальной работе автопилота по крену (это не рекомендовано РЛЭ A310), что привело к пересиливанию и отсоединению автопилота от проводки управления элеронами.
4. Незамеченного вторым пилотом и КВС факта отсоединения автопилота от проводки управления элеронами, вероятно, из-за:
  1. отсутствия на самолёте A310 системы инструментальной сигнализации о расцеплении. Наличие на самолёте сигнализации, выполненной в соответствии с требованиями п.8.2.7.3. Норм лётной годности НЛГС-3 и рекомендациями международной практики, могло бы обеспечить своевременное обнаружение экипажем отсоединения автопилота;
  2. возможного незнания вторым пилотом и КВС особенностей срабатывания механизма расцепления и действий в такой ситуации по причине отсутствия соответствующей информации в РЛЭ и упражнений в программах подготовки лётного состава;
  3. сложности определения момента отсоединения автопилота вторым пилотом по ощущениям либо из-за малых усилий на его штурвале, либо из-за принятия им изменения усилий за действия Эльдара Кудринского;
  4. отсутствия КВС на своём рабочем месте и отвлечения его внимания на разговоры с дочерью Яной.

5. Непреднамеренного и незначительного дополнительного поворота штурвала (штурвалов) после отсоединения автопилота, что привело к дальнейшему развитию правого крена.
6. Необнаружения КВС и вторым пилотом увеличения правого крена выше значения, допустимого в эксплуатации, и позднего включения в контур управления самолётом вследствие отвлечения их внимания на выяснение причин движения самолёта в крене, интерпретированного ими как манёвр, соответствующий полёту в «зону ожидания» без появления или с появлением на навигационном дисплее новой (ложной) линии пути. Сигнализация сильного привлекающего действия о превышении допустимого в эксплуатации угла крена с учётом временной задержки на распознавание, оценку ситуации и принятие решения могла бы в сложившейся ситуации привлечь внимание и способствовать более раннему обнаружению экипажем развития крена.
7. Вывода самолёта на режим аэродинамической тряски (бафтинга) и большие углы атаки автопилотом, продолжающим и после отсоединения рулевой машинки выполнять свои функции по поддержанию высоты полёта в процессе развития правого крена до отключения его пересиливанием по продольному каналу.
8. Неадекватных и неэффективных действий второго пилота, выразившихся в неотключении автопилота и неотдаче штурвала «от себя» в условиях аэродинамической тряски (бафтинга) и нахождения самолёта в сложном пространственном положении (большие углы крена и тангажа). Такие действия, приведшие к сваливанию и попаданию самолёта в штопор, могли быть обусловлены:
  1. нахождением в левом пилотском кресле постороннего лица и связанным с этим поздним включением в контур управления самолётом КВС;
  2. неоптимальной рабочей позой второго пилота, находившегося в отодвинутом в заднее положение кресле пилота;
  3. возникновения через 2 секунды от начала срывной тряски режима «подхвата», что привело к резкому увеличению угла атаки и ухудшению поперечной управляемости самолёта;
  4. неподготовленностью экипажа к действиям в создавшейся ситуации вследствие отсутствия в программах подготовки лётного состава соответствующих упражнений;
  5. временной потерей пространственной ориентировки в ночных условиях.

## Компенсации
По факту катастрофы было возбуждено уголовное дело, однако оно было прекращено в связи с гибелью обвиняемых. Заместитель генерального директора «Аэрофлота» Анатолий Брылов заявлял, что в соответствии с международными стандартами всем родственникам погибших будет выплачена компенсация — 20 000 $ за каждого погибшего и по 20 $ за 1 килограмм багажа. Впоследствии он утверждал, что авиакомпания удовлетворила 80 % требований, кроме нескольких родственников, запросивших «сотни тысяч долларов».
По данным Дианы Сорк, адвоката родственников погибших, заявления Анатолия Брылова не соответствовали истине: по 20 000 $ получили лишь некоторые из родственников погибших иностранных граждан. Также 22 истца не получили компенсацию в полном объёме, в том числе стоимость билета. В августе 1995 года в Савёловский муниципальный суд города Москвы поступил коллективный иск от части российских родственников погибших, которые сочли, что нанесённый им моральный вред можно оценить в 100 000 $.
Владимир Ляндрес, адвокат авиакомпании «Аэрофлот», заявил, что всем тем, кто не обращался в суд, были выплачены компенсации в размере около 18 000 $, а в ряде случаев увеличены до 40 000 $ — в качестве компенсации морального вреда, пенсий в связи с потерей кормильца, за утерянный багаж, пособия на погребение, компенсации за декларированные валютные ценности (в случае, если представлялись документы, подтверждающие их наличие). Районный суд в исках родственникам отказал. В качестве аргумента представитель «Аэрофлота» указал, что выплата всех требований в размере 100 000 $ каждому из родственников привела бы к банкротству авиакомпании.
В декабре 1996 года неудовлетворённые решением российские истцы обратились с кассационной жалобой в Мосгорсуд. Иностранные граждане обратились в зарубежные суды, так как ими изначально были заявлены значительно большие суммы, чем предлагал «Аэрофлот». При подаче исковых заявлений они исходили из норм своего законодательства, согласно которому сложнее доказать, что катастрофа произошла по вине перевозчика. Они заявили иски к французскому производителю разбившегося самолёта (компании «Airbus»), так как французский адвокат счёл российское законодательство несовершенным. Зарубежные истцы основывали свои претензии на том, что самолёты такого класса в соответствии с международными стандартами должны быть оснащены звуковым сигналом отключения автопилота, а для A310 это не было предусмотрено.
Страховую выплату в размере 87 000 000 $ за потерянный самолёт получила лизинговая компания, сдавшая его «Аэрофлоту» в аренду. По состоянию на 1998 год сведения о максимальном размере компенсации родственникам погибших в катастрофе рейса 593 не разглашались.

## Последствия катастрофы
- Через месяц после катастрофы, в апреле 1994 года, газета The New York Times в своём материале сообщила, что Международная ассоциация авиапассажиров (IAPA), насчитывавшая в то время 110 000 участников, впервые выступила с рекомендацией избегать полётов авиакомпаниями России и стран бывшего СССР, объясняя это перегруженностью самолётов, отсутствием дисциплины в кабине и ошибками пилотов. Пассажирская ассоциация предупредила, что «в странах бывшего Советского Союза процедуры, принятые в Соединённых Штатах как должное, такие как проверки безопасности и регулярное техническое обслуживание и продление лицензий пилотов, полностью отсутствуют»[25].
- C 1 августа 1994 года «Аэрофлот» временно снял с эксплуатации все свои четыре Airbus А310. На двух высокодоходных тихоокеанских рейсах (Москва — Сингапур и Москва — Сидней) вместо A310 перелёты выполняли Ил-86 и Ил-62, причём оба рейса были вынуждены совершать дополнительную промежуточную посадку в Дели[26].
- В августе 1994 года генеральный директор «Аэрофлота» Владимир Тихонов сообщил, что ситуация вокруг катастрофы рейса SU593, «обострённая неадекватной реакцией в российской и зарубежной прессе», привела к потере приблизительно 30 % потенциальных пассажиров[27].
- В 1995 году дочерняя авиакомпания «Аэрофлота» «Российские авиационные линии (РАЛ)», созданная в 1992 году специально для эксплуатации Airbus A310, была ликвидирована, а все её самолёты (оставшиеся 4 А310-300 — F-OGQQ Tchaikovsky, F-OGQR Rachmaninov, F-OGQT Mousorgsky и F-OGQU Borodin) были переданы материнской авиакомпании[28].
- Были внесены изменения в документацию самолёта Airbus A310 и план подготовки пилотов «Аэрофлота». В частности, теперь в РЛЭ Airbus A310 внесён пункт о самопроизвольном отключении автоматического управления элеронами при приложении к штурвалу усилия более 10 килограммов в течение 30 или более секунд. При полётах на тренажёрах, выполненных российским пилотом-инструктором Владимиром Бирюковым совместно с пилотами-испытателями компании «Airbus», выяснилось, что если бы оба пилота не смогли дотянуться до органов управления, то автоматическая система управления смогла бы быстро восстановить прямолинейный безопасный полёт[10].
- Авиакомпания «Аэрофлот» в знак уважения к пассажирам и экипажу рейса 593 сменила номер рейса Москва — Гонконг с SU593 на SU212 и теперь по нему летает Airbus A330-300. Кроме этого, ни один самолёт «Аэрофлота», в котором существует традиция присваивать имена известных людей России, не назывался в честь композитора Михаила Ивановича Глинки, имя которого носил борт F-OGQS.

## Цитата
Поразительный случай беспечности, к слову, произошёл на самолёте А-310 в районе Междуреченска. Там капитан посадил за штурвал своего сына-подростка, а сам вообще покинул кабину, рассчитывая, что за пятнадцатилетним капитаном проследит экипаж. Но экипаж так увлёкся зрелищем лежащего под крылом ночного города, что не заметил, как отключился автопилот и самолёт стал потихоньку заваливаться в крен. Это заметил мальчик и сказал — да слишком поздно. Пока экипаж разбирался с пространственным положением самолёта, пока начал предпринимать меры по выводу из крена, машина свалилась в глубокую спираль. Добравшийся до кабины отец безуспешно пытался вытащить сына из кресла, но мешали перегрузки. Когда, наконец, он схватился за штурвал, высоты уже не хватило…
— Василий Ершов. «Раздумья ездового пса» (глава «Человеческий фактор»)

## Культурные аспекты
- Катастрофа рейса 593 показана в 3-м сезоне канадского документального телесериала Расследования авиакатастроф в серии Ребёнок за штурвалом авиалайнера[29].
- История, похожая на катастрофу рейса 593, описана в романе Майкла Крайтона «Крылья[англ.]».

### Комментарии
1. ↑  Раз в год авиакомпания «Аэрофлот» разрешала членам семьи пилота пользоваться 50 % скидкой на авиабилеты
2. ↑  Макаров держит в руках видеокамеру